# نظام تصنيف النجوم الصحية
نظام تصنيف النجوم الصحي هو مبادرة حكومية أسترالية ونيوزيلندية تحدد التصنيفات الصحية للأغذية والمشروبات المعبأة. أُنشئ نظام تصنيف النجوم الصحية عام2014 كإجراء وقائي في إبطاء أو عكس معدل الأستراليين الذين يعانون من زيادة الوزن. وفقًا لمكتب الإحصاءات الأسترالي تم تصنيف أكثر من 63٪ من البالغين الأستراليين إما يعانون من زيادة في الوزن أو السمنة في ذلك الوقت. الهدف من هذا التصنيف هو توفير مقارنة مرئية لمنتجات مماثلة، لمساعدة المستهلكين على تمييز واختيار الخيارات الصحية. تم تصميمه لاستهداف البالغين الذين يعملون أغلب الوقت وكذلك الآباء والأطفال الذين كانوا أقل عرضة للتحقق من مدى صحة كل منتج فردي، من خلال فحص ملصق الحقائق الغذائية على ظهر المنتجات.
مقياس التقييمات بزيادة نصف نجمة بين نصف نجمة تصل إلى خمس نجوم، والأعلى معدل يكون المنتج صحي. هذه الدرجات يتم تحديدها من خلال استخدام حاسبة تصنيف النجوم الصحية والتي تم انشاؤها بواسطة الحكومات الفدرالية وحكومات الولايات بالتعاون مع مجموعات المستهلكين الرائدة في صناعة الصحة وخبراء التغذية الخبيرين. الحاسبة تستخدم المعلومات الغذائية مثل السكر الكلي، الصوديوم، الطاقة والمتغيرات الأخرى للحصول على تصنيف للمنتج. تمت إضافة نقاط للمغذيات الصحية مثل الألياف، البروتين والمواد النباتية بينما يتم خصم النقاط للمغذيات غير الصحية؛ المغذيات التي تم ربطها علميا بأمراض الصحة المزمنة مثل الدهون والسكريات.
هناك نوعين من شعارات تصنيف النجوم الصحية التي يمكن للشركات إضافتها إلى عبواتها أحدهما يعرض التصنيف ببساطة والآخر يصور التقييم جنبًا إلى جنب مع بعض الفئات الغذائية الرئيسية.
تلقى تصنيف النجوم الصحية انتقادات حول فعالية الآلة الحاسبة وكيف تعاملت بعض الشركات مع استخدامها. خضع النظام لمراقبة داخلية مشقة بما في ذلك مراجعة لمدة عامين. ويقوم حالياً بمراجعة لمدة خمس سنوات. تم توفير معاينة أولية لتقرير الخمس سنوات للعرض العام في فبراير لسنة 2019م ذكرت الحكومة الأسترالية أنها تابعت عن كثب المدخلات الخارجية والمشورة من المجلات والأوراق المستقلة لتحسين النظام بشكل مستمر وحل المشكلات عند ظهورها.